# Bousse (Sarthe)
Bousse település Franciaországban, Sarthe megyében. Lakosainak száma 431 fő (2022. január 1.). Bousse Malicorne-sur-Sarthe, Villaines-sous-Malicorne, Arthezé, Clermont-Créans, Courcelles-la-Forêt, La Flèche és Ligron községekkel határos.

## Népesség
A település népességének változása:
| Lakosok száma | 434  | 435  | 442  | 443  | 439  | 436  | 432  | 432  | 431  |
|               | 2013 | 2015 | 2016 | 2017 | 2018 | 2019 | 2020 | 2021 | 2022 |